# 1766 pr. n. št.
1766 pr. n. št. je bilo leto predjulijanskega rimskega koledarja.

Oznaka 1766 pr. Kr. oz. 1766 AC (Ante Christum, »pred Kristusom«), zdaj posodobljeno v 1766 pr. n. št., se uporablja od srednjega veka, ko se je uveljavilo številčenje po sistemu Anno Domini.

## Smrti
- Aplahanda, kralj Karkemiša  (* ni znano)